# Kollagén
A kollagén az állatvilág egyik legelterjedtebb fehérjéje, mely fontos szerepet játszik a sejtek közötti tér, extracelluláris mátrix felépítésében, a csontok rugalmasságában, a porcszövet felépítésében. Strukturális fehérje, mely vízben gyakorlatilag oldhatatlan, azonban savakkal és lúgokkal oldható. Fibrilláris térkitöltése van, jellegzetes hullámos lefutással, változó rostátmérővel (2-20 mikrométer). Melegítés, főzés hatására kocsonyás enyvet ereszt, mely igen nagy térfogatú vizet képes megkötni, ezt a tulajdonságát használják fel a gasztronómiában kocsonyakészítésnél. Emberben nagy molekulacsaládot alkot, több típusa ismert: 25 féle kollagénmolekulát különböztetnek meg, melyeket római számokkal jelölnek. 
A kollagén neve görög eredetű, a görög κόλλα (kólla) szóból ered, mely ragasztót jelent. 

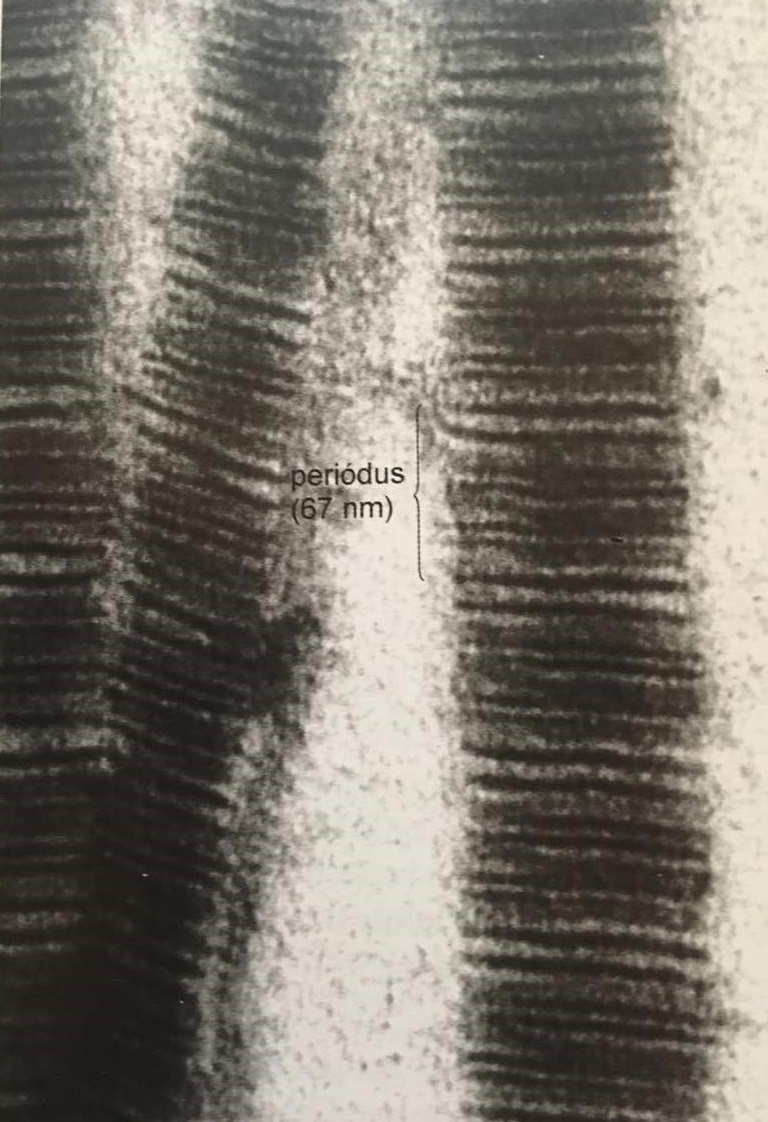
Kollagénfibrillumok hosszmetszetének elektronmikroszkópos képe

## Molekuláris felépítés
A kollagénrostot elemi fibrillumok építik fel, melyeket elektronmikroszkóppal megfigyelve periodikusan váltakozó sötét és világos harántcsíkolatot mutatnak. Vízben nem, de savas közegben a fibrillumok közötti kovalens kötések felszakíthatóak, tropokollagén molekulákra esnek szét. Ezek a molekulák 290 nm hosszúságúak és 1,5 nm szélesek; két szomszédos fibrillum között a kollagénrostban 40 nm-es hézag található. Jellemző rájuk a tripla helikális szerkezet, amelyet három, egymás köré tekeredő alfa polipeptid lánc épít fel. Ezen láncok hidroxilált aminosavai között másodrendű hidrogénkötések teremtenek kapcsolatot és tartják össze a tripla hélixet. A polipeptid láncban nagy szerepe van a lizin és prolin aminosavaknak, ezek oldalláncai hidroxilálódnak (hidroxilizin, hidroxiprolin), valamint minden harmadik aminosav glicin, mely a hajlékonyságot biztosítja.

### RGD-szekvencia
A legtöbb kollagénmolekulában jelként működő tripeptidszakasz (RGD: arginin-glicin-aszpartát) található, melyet a kötőszöveti sejtek integrin típusú receptoraik segítségével felismernek, és ahhoz kötődhetnek. A kötődés következményeként a sejt hozzátapad a kollagénhez, és azon vándorolhat, sőt a kapcsolat osztódást vagy differenciálódást is elindíthat. A trombociták (vérlemezkék) is tartalmaznak a membránjukban integrineket, aminek többek között az a jelentősége, hogy az érendotél sérülése esetén a vérlemezkék a szabaddá váló kollagénrostokhoz kapcsolódnak, mintegy „tamponálva” a sérülés helyét.

## Szintézis

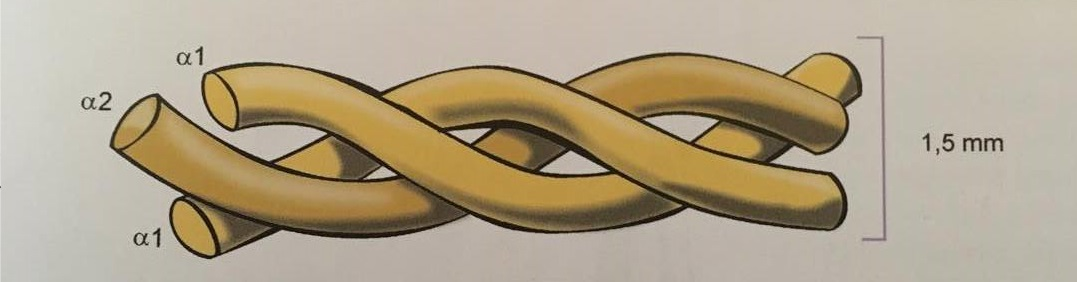
Tropokollagén molekula tripla helikális szerkezete

A kollagénrost szintézise hasonlóan más fehérjékhez, a durva felszínű endoplazmatikus retikulum (DER) felszínén kezdődik. A lumenbe jutott szolubilis prokollagén fehérje különböző poszttranszlációs módosulásokon megy keresztül. A prolin és lizin oldalláncai hidroxilálódnak (hidroxiprolin, hidroxilizin), majd a polipeptidlánc glikozilálódik.
A hidroxiláció folyamata C-vitamint igényel, ennek hiányában nem megy végbe. Klinikai relevanciájára a skorbut mutat rá, mely betegség során a C-vitamin hiánya következtében a prolin és a lizin aminosavak nem képesek hidroxilálódni, így sérül a szintézis. A prokollagén molekulák nem képesek kialakítani a tripla hélix struktúrát, majd degradálódnak. A kollagénrostok hiánya vezet az erek, inak, bőr sérülékenységéhez. A hidroxilált prokollagén intracelluláris transzport vezikulumokkal a Golgi-készülékbe jut, ahol glikozilálódik. Ezt követően az extracelluláris térbe kerül exocitózissal, itt a prokollagén N- és C-terminális végén lehasítódik egy-egy gátló polipeptidszakasz, létrejön a tropokollagén. Ezután tudnak kovalens keresztkötések kialakulni a tropokollagén molekulák között, végül kollagénrostot alkotva.

## Kollagén típusok, kódoló gének, hibák
A legtöbb kollagénnel kapcsolatos kórkép oka a kódoló gének hibája, vagy a szintézis szenved zavart a poszttranszlációs módosulás, elválasztás során.
| Típus | Leírás | Gén(ek)                                        | Kapcsolódó betegségek                                                                                  |
| I     | A leggyakrabban előforduló típus az emberi szervezetben. Megtalálható a bőrben, erek falában, inakban, szem szaruhártyájában, fogakban.                                                                     | COL1A1, COL1A2                                 | Osteogenesis imperfecta, Ehlers–Danlos-szindróma, Infantilis corticalis hyperostosis (Caffey-betegség) |
| II    | Porcok fő alkotója, megtalálható a porckorongokban és a csarnokvízben is. | COL2A1                                         | Kollagenopátia (2-es és 11-es típusú)                                                                  |
| III   | Más néven rácsrost. A kötőszöveti fibroblasztok, retikulumsejtek termelik, megtalálható a bazális membránban, nyirokszövetek vázát alkotó retikuláris kötőszövetben. Igen vékony rostátmérővel rendelkezik. | COL3A1                                         | Ehlers–Danlos-szindróma, Dupuytren-kontraktúra                                                         |
| IV    | A bazális membrán lamina densa rétegét alkotja, előfordul a kapillárisok falában, a vese glomerulusaiban.                                                                                                   | COL4A1, COL4A2, COL4A3, COL4A4, COL4A5, COL4A6 | Alport-szindróma, Goodpasture-betegség                                                                 |
| V     | A placentában található | COL5A1, COL5A2, COL5A3                         | Ehlers–Danlos-szindróma                                                                                |
| VI    | Az I-es típusúval asszociáltan fordul elő. | COL6A1, COL6A2, COL6A3, COL6A5                 | Ulrich myopathia, Bethlem myopathia, atópiás dermatitis                                                |
| VII   | Horgonyzó, kötőfehérje | COL7A1                                         | Epidermolysis bullosa dystrophica                                                                      |
| VIII  | Endotél sejtekben fordul elő | COL8A1, COL8A2                                 | Posterior polimorf szaruhártya-dystrophia 2, PPMD-betegség                                             |
| IX    | Porcokban található, II-es típusú kollagénnel asszociáltan. | COL9A1, COL9A2, COL9A3                         | EDM2 és EDM3                                                                                           |
| X     | Porcokban található | COL10A1                                        | Metaphyseal dysplasia (Schmid type)                                                                    |
| XI    | Porcokban található | COL11A1, COL11A2                               | Kollagenopátia (2-es és 11-es típusú)                                                                  |
| XII   | - | COL12A1                                        | – |
| XIII  | Transzmembrán fehérje | COL13A1                                        | – |
| XIV   | Undulin | COL14A1                                        | – |
| XV    | – | COL15A1                                        | – |
| XVI   | – | COL16A1                                        | – |
| XVII  | Transzmembrán fehérjék | COL17A1                                        | Bullous pemphigoid, epidermolysis bullosa                                                              |
| XVIII | Endostatin | COL18A1                                        | – |
| XIX   | - | COL19A1                                        | – |

## Klinikai vonatkozások
A lumenben lejátszódó hidroxiláció nagy szerepet kap az elválasztásra kerülő kollagén termostabil triplahelikális szerkezetének kialakításában. A prolin hidroxilációja a kollagén-prolin-4-hidroxiláz (C-P4H) által katalizált reakcióban X-Pro-Gly tripletmotívumokon történik. A folyamat zavartalan lejátszódásához az enzim 2-oxoglutarát, oxigén, Fe2+ és aszkorbát kofaktorokat igényel.
A C-P4H szerkezete α2β2 heterotetramer, amelynek β-alegysége a fehérjefolding folyamatában kiemelt szereppel bíró PDI (Protein Diszulfid Izomeráz).
A lizin hidroxilációja a homodimer lizin-5-hidroxiláz (L5H) katalizálta reakció során X-Lys-Gly motívumokon történik. A folyamat zavartalan lejátszódásához az enzim kofaktorigénye megegyezik a C-P4H-val. Számos patológiás, a kötőszövetet érintő betegség köthető a L5H-t kódoló génekhez. Az L5H-1 izoformát kódoló PLOD1 gén mutációja kyphoscoliosis (Ehlers–Danlos-szindróma VI-os típus, EDS VI – a hátgerinc fokozott hajlatának és fokozott oldalirányú görbülésének egyidejű jelenléte) kialakulásával jár, míg az L5H-2 izoforma PLOD2 mutációja a Bruck 2-es szindrómával hozható összefüggésbe, amelyben a lizin oldalláncok csökkent mértékű hidroxilációja figyelhető meg.

### Skorbut

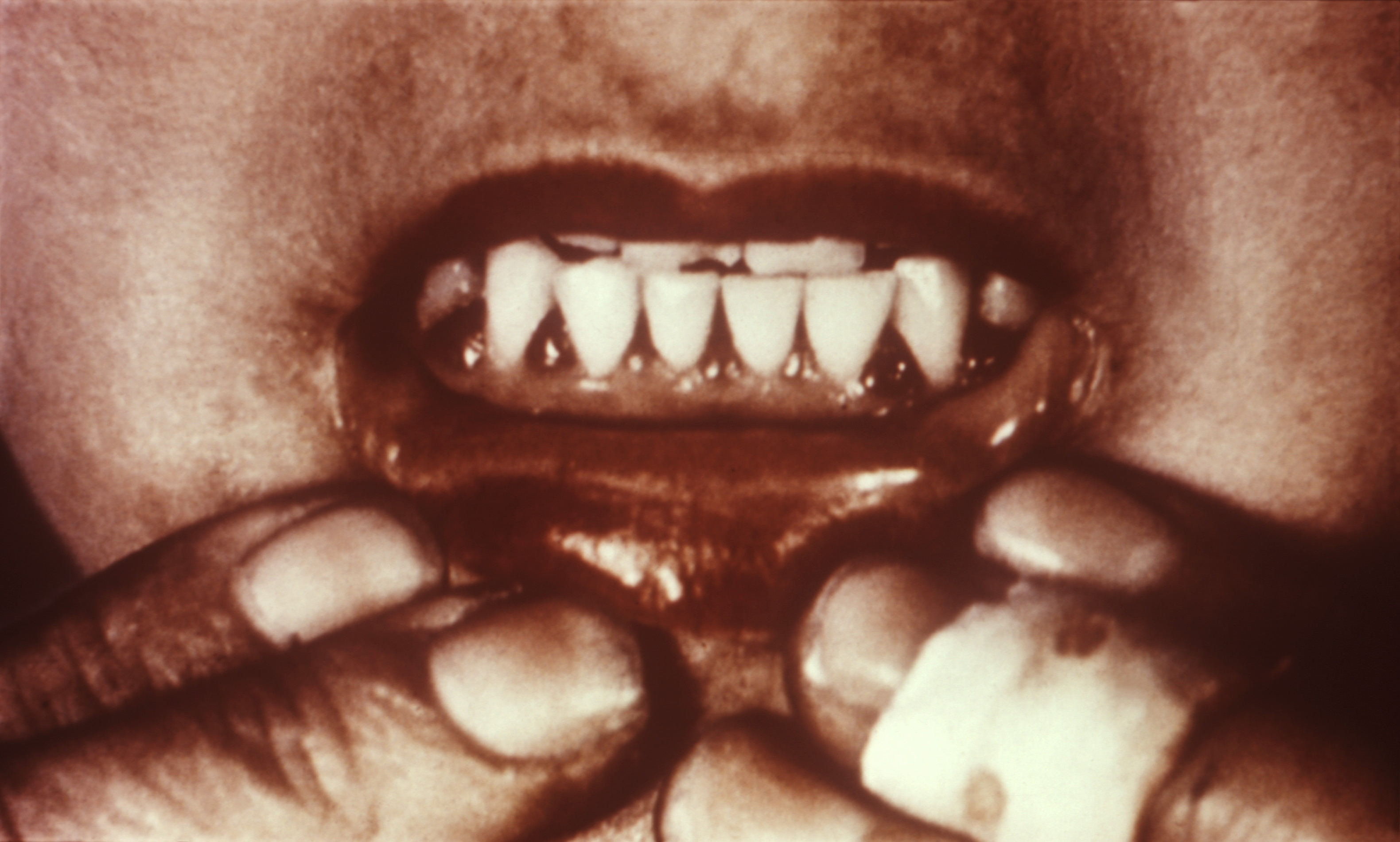
Skorbut jellemző tünete a fogínysorvadás és a fogínyvérzés

A fent említett hidroxilációs reakciók csökkent aszkorbátmennyiség mellett alulműködnek, és patológiás esetekhez vezetnek, például skorbuthoz. A skorbut legjellemzőbb tünetei a sérülékeny erek, fogvesztés, ínysorvadás, lassú sebgyógyulás, már bezáródott sebek újra kinyílása, csontfájdalmak, csontleépülés, szívelégtelenség, enyhébb hiány esetében, gyengeség, légúti fertőző betegségek kialakulása.

### Knobloch-szindróma
A XVIII-as típusú kollagént kódoló COL18A1 gén autoszomális recesszív mutációja figyelhető meg a Knobloch-szindrómában, mely igen ritka genetikai betegség. Extrém myopiával (rövidlátás), cataractával (szürkehályog) retinadegenerációval jár együtt leggyakrabban.

### Ehlers–Danlos-szindróma
Az Ehlers–Danlos-szindróma (EDS) világszerte ötezerből egy embert érint. A túlzott mobilitás jelenségét először Hippokratész írta i.e. 400-ban. A szindróma két orvosról, a dán Edvard Ehlersről és a francia Henri-Alexandre Danlosról kapta a nevét, akik a 20. század fordulóján írták le az állapotot. A jelek nagy eltéréseket mutatnak attól függően, hogy melyik EDS típusról van szó. Legjellemzőbb tünetei az instabil, tág határok között mozgatható ízületek, igen nyúlékony és sérülékeny bőr, könnyen keletkező véraláfutások, szívbillentyűhibák.

### Osteogenesis imperfecta
Az Osteogenesis imperfecta igen ritka, öröklődő megbetegedés, amely a kötőszövet fő alkotóelemének, az I-es típusú kollagénnek mennyiségi és/vagy minőségi összetételében beállt változás következtében jön létre. A leggyakoribb genetikai eltérés a láncot kódoló COL1A1 és COL1A2 gén defektusa következtében jön létre. Mindkét nemet egyaránt érinti. A genetikai hátterét tekintve autoszomális domináns és recesszív formákat különítünk el. A spontán mutáció mellett mozaicizmus is szerepet játszik létrejöttében. Klinikai tünetei közül a csontrendszert érintőek a meghatározók, patológiás törések, illetve azok következményes deformitásai folytán. A mozgásszervi károsodások és a fájdalom a beteg életét behatárolja, életminőségét rontja. Csontrendszeri tünetek: gyakori, minimális behatásra bekövetkező csonttörések, azok gyakori deformitásokkal való gyógyulása, a terhelésnek kitett csontok alaki változása, elgörbülése. A kötőszövet érintettsége következtében, szinte minden szövetet érintett. A bőr szakadékony, az ízületek lazák, gyakoriak a sérvek. Mindezek a mozgások beszűküléséhez, kontrakturákhoz vezetnek, a beteg kerekesszékbe kényszerülhet. A sérülésekkel jelentkező fájdalom a deformálódással párhuzamosan állandósulhat. A szem ínhártyája gyakran kék, pubertás kor után vezetéses halláscsökkenés alakulhat ki. Előfordulhatnak még dentinképződési zavarok korai fogvesztéssel, szívbillentyűzavarok.

### Infantilis corticalis hyperostosis
Másnéven Caffey-betegség, melyben az I-es típusú kollagént kódoló COL1A1 gén autoszomális domináns mutációja kimutatható. A 35. gesztációs hét előtt letális. A betegség típusosan csecsemőkorban jelentkezik, általában még 6 hónapos kor előtt. Lázzal, magas fehérvérsejtszámmal, és emelkedett vörösvértest süllyedés értékkel. A gyermekre ingerlékenység, általános rossz közérzet jellemző. Lágyrész duzzanatok alakulnak ki a lapos csontok vetületében, különösképpen az alsó állkapocs és kulcscsont felett, illetve a hosszú csöves csontok vége felett. Ezek a duzzanatok kemény tapintatúak és fájdalmasak, de a bőr felettük nem melegebb, illetve nem duzzadnak meg a közeli nyirokcsomók sem. A csontrendszer csaknem minden csontjának érintettsége ismert már, kivéve a csigolyákét, de a betegség szintén ritkán érinti még a kéz és láb kis csöves csontjait is. A duzzanat eltűnhet az egyik helyen és megjelenhet a másikon. A csontbiopszia az újonnan képzett csont mennyiségének növekedését mutatja, de nincs egyértelmű jel a gyulladásos folyamatra. A lágyrészduzzanatok 3-4 hónap alatt megszűnhetnek, de a csontos "duzzanatok" tovább megmaradhatnak. A kórkép családi halmozódást mutat a genetikai érintettség miatt. A radiológiai kép jellegzetes: kifejezett az új csont növekedése, ami döntően vagy teljes egészében a csont végére lokalizálódik. Az új csont külső felszíne durva, vaskos és egyenetlen. Az érintett csont a végén kiszélesedik. Amikor megkezdődik a gyógyulás, az újdonképzett csont lamelláris szerkezetűvé válik, majd fokozatosan visszanyeri eredeti alakját.

## A kollagén fontosabb aminosav összetevői
- Glicin (a kollagén mintegy 30%-a)
- Prolin (a kollagén mintegy 15%-a)
- Hidroxiprolin
- Glutamin
- Arginin